# 1944 في فلسطين الانتدابية
أحداث عام 1944 في الانتداب البريطاني على فلسطين.

## أصحاب المناصب
- المفوض السامي - السير هارولد ماكمايكل حتى 30 أغسطس؛ جون فيريكر فيكونت غورت السادس
- أمير شرق الأردن- عبد الله بن الحسين
- رئيس وزراء شرق الأردن - توفيق أبو الهدى حتى 15 تشرين الأول. سمير الرفاعي

## الأحداث
- 1 فبراير- الإرجون تعلن تمردًا ضد حكومة الانتداب البريطاني.
- 27 فبراير- الإرجون يقصف مكاتب ضريبة الدخل.
- 15 مارس- الحرب العالمية الثانية: الحرب العالمية الثانية: البريطانيون ينزلون هانا سينيس واثنين من زملائهم الذكور بالمظلات إلى يوغوسلافيا وينضمون إلى مجموعة حزبية.
- 1 مايو - الحكومة البريطانية المنتدبة تقيد هجرة اليهود إلى فلسطين.
- 1 آب/ أغسطس- إجراء انتخابات الجمعية النيابية الرابعة لنواب اليهود.
- 8 أغسطس- أعضاء ليحي يحاولون اغتيال المفوض السامي، السير هارولد ماكمايكل.
- 30 أغسطس- السير جون فيريكير، الفيكونت غورت السادس يتولى منصب المفوض السامي لفلسطين.
- 20 سبتمب- الحرب العالمية الثانية: تم تأسيس مجموعة اللواء اليهودي في الجيش البريطاني.
- 19 أكتوبر/ تشرين الأول- طردت سلطات الانتداب أعضاء "الإرجون " و"ليحي" إلى معسكرات الاعتقال في إفريقيا.
- تشرين الثاني- تأسيس مدينة جفعات شموئيل.
- 6 نوفمبر - اغتيل اللورد موين، وزير الدولة البريطاني في الشرق الأوسط، على يد أعضاء من حزب ليحي في القاهرة.
- 7 نوفمبر- الحرب العالمية الثانية: إعدام هانا سزينيس في المجر من قبل فرقة إعدام ألمانية.

## الولادات البارزة
- 6 كانون الثاني (يناير)- يائير روزنبلوم، الملحن الإسرائيلي (توفي عام 1996)
- 9 شباط/ فبراير- زئيف سيلتزر، لاعب كرة قدم ومدير كرة قدم إسرائيلي
- 10 شباط/ فبراير- الأسد الأسد، سياسي ودبلوماسي وضابط عسكري دروز إسرائيلي
- 16 فبراير- غابي مازور، عالم آثار إسرائيلي
- 20 فبراير- يعقوب بيري، سياسي إسرائيلي ومدير الشاباك
- 6 آذار/ مارس- ميخائيل إيتان، سياسي إسرائيلي
- 18 آذار (مارس)- أمنون ليبكين شاحاك، رئيس أركان الجيش الخامس عشر (توفي عام 2012)
- 19 مارس- سرحان سرحان، قاتل روبرت ف. كينيدي
- 4 نيسان/ أبريل- يهوديت ناعوت، عالم وسياسي إسرائيلي (توفي عام 2004)
- 4 نيسان/ أبريل- أليكس عودة، ناشط فلسطيني مسيحي وعربي أمريكي (توفي عام 1985)
- 9 نيسان/ أبريل- ليلى خالد، فلسطينية عربية، وعضوة في الجبهة الشعبية لتحرير فلسطين واشتهرت باختطاف طائرات.
- 7 أبريل- أوشك ليفي، مغني وممثل إسرائيلي
- 19 نيسان/ أبريل- يهودا وينشتاين، محامي إسرائيلي، المدعي العام لإسرائيل
- 20 أيار- متان فلنائي، سياسي إسرائيلي ولواء سابق في الجيش الإسرائيلي
- 26 مايو- إسرائيل سيغال، كاتب وصحفي إسرائيلي (توفي عام 2007)
- 29 مايو- تنافس السباح الإسرائيلي أبراهام ميلاميد في الألعاب الأولمبية الصيفية لعام 1964 والألعاب الأولمبية الصيفية لعام 1968، وحصل على ميداليتين فضيتين في دورة الألعاب الآسيوية عام 1966.
- 10 حزيران/ يونيو- يونا والاش، شاعرة إسرائيلية (توفي عام 1985)
- 16 حزيران/ يونيو- أفيغدور كهلاني، سياسي إسرائيلي سابق وعميد سابق في الجيش الإسرائيلي
- 19 حزيران (يونيو)- يونا ياهاف، محامٍ وسياسي إسرائيلي، ورئيس بلدية حيفا السابق
- 22 حزيران (يونيو)- إدنا أربيل، قاضية إسرائيلية وقاضية في المحكمة العليا الإسرائيلية
- 23 حزيران/ يونيو- أليكس ليفاك، مصور إسرائيلي ومصور شوارع
- 20 يوليو- يورام بن زئيف، دبلوماسي إسرائيلي
- 10 سبتمبر- إيتان بن الياهو قائد القوات الجوية الإسرائيلية
- 26 آب/ أغسطس- رون هولداي، سياسي إسرائيلي، طيار مقاتل سابق في سلاح الجو الإسرائيلي ورئيس بلدية تل أبيب الحالي.
- 29 آب- يورام يائير جنرال إسرائيلي
- 19 أيلول/ سبتمبر- إفرايم سنيه، سياسي إسرائيلي وعميد سابق في الجيش الإسرائيلي
- 1 أكتوبر- درور قشتان، مدير كرة القدم الإسرائيلي
- 16 أكتوبر- روني بريزون، سياسي إسرائيلي
- 24 تشرين الأول- يعقوب شافيت، مؤرخ إسرائيلي
- 27 تشرين الثاني (نوفمبر)- أرييه شتيرن، حاخام إسرائيلي، أشكنازي كبير حاخام القدس وعضو في الحاخامية الكبرى لإسرائيل.
- 6 كانون الأول- أرنون ميلشان منتج أفلام إسرائيلي.
- التاريخ الكامل غير معروف
  - دان جيلرمان، الدبلوماسي الإسرائيلي، الممثل الدائم الثالث عشر لإسرائيل لدى الأمم المتحدة
  - ناحوم برنيع، صحفي إسرائيلي
  - عساف حفيتس، مفوض شرطة الاحتلال
  - ناعومي غال كاتبة إسرائيلية
  - يوسي أبو العافية، كاتب وفنان جرافيك ومخرج إسرائيلي
  - دورون روبين، جنرال إسرائيلي، قائد مقر الجيش الإسرائيلي للعمليات الخاصة (توفي 2018)
  - ديفيد تارتاكوفر، مصمم جرافيك وناشط سياسي إسرائيلي
  - ياسر عبد ربه، سياسي فلسطيني، عضو الهيئة التنفيذية لمنظمة التحرير الفلسطينية

## الوفيات
- 2 آب / أغسطس -تُوفي بيرل كاتسنلسون (مواليد 1887) ، زعيم وصحفي لحزب العمال الصهيوني روسي المولد.
- 7 نوفمبر - تًوفي هانا سزينيس (مواليد 1921) ، شاعر يهودي فلسطيني مجري المولد ، خدم كمظلي خلال الحرب العالمية الثانية للجيش البريطاني.
- 18 نوفمبر - إنزو سيريني (مواليد 1905) ، إيطالي المولد يهودي فلسطيني ، خدم كجندي مظلي خلال الحرب العالمية الثانية للجيش البريطاني.